# Tommaso Pellizzari
Tommaso Pellizzari (Verona, 25 febbraio 1967) è un giornalista italiano che scrive di politica e calcio sul Corriere della Sera.

## Biografia
È tra i fondatori di Linea Bianca, trimestrale di scienza e cultura calcistica, ed è anche autore di diversi libri.

## Opere
- Trenta senza lode. Autodifesa di una generazione disprezzata: i giovani degli anni ottanta e novanta, Mondadori, 1999.
- Azzurri: 11 scrittori raccontano il mito della nazionale, Rizzoli, 2006.
- Racconti di gloria. L'epica dello sport italiano nelle pagine del Corriere della Sera, Rizzoli, 2006.
- Ristrutturazione neoliberista, Feltrinelli Zoom, 2012.
- Movimento per la disperazione, Baldini&Castoldi, 2014.
- Posto finestrino, Librottiglia, 2020